# Adrian Ovidiu Moțiu
Adrian Ovidiu Moțiu (n. 7 august 1930, Cluj, România – d. 25 martie 2004, Cluj-Napoca, România)  a fost un senator român în legislatura 1992-1996 ales în județul Cluj pe listele partidului PUNR, iar în 1990-1992 ales în județul Cluj pe listele partidului AUR - PUNR. A fost ministru secretar de stat în guvernul Petre Roman în perioada 8 februarie 1990 - 28 iunie 1990. În legislatura 1990-1992, Adrian Ovidiu Moțiu a fost membru în grupurile parlamentare de prietenie cu Republica Federală Germania, Statul Israel, Australia, Regatul Thailanda, Republica Coreea, Ungaria și Republica Populară Chineză. În legislatura 1992-1996, Adrian Ovidiu Moțiu a fost membru în comisia pentru politică externă.  

## Legături externe
- Adrian Ovidiu Moțiu Arhivat în 22 august 2016, la Wayback Machine. la cdep.ro